# Émile Knepper
Émile Nicolas Knepper (ur. 21 sierpnia 1892 w Bettembourgu, zm. 24 września 1978 w Luksemburgu) – luksemburski gimnastyk, olimpijczyk.
Uczestniczył w rywalizacji na V Igrzyskach olimpijskich rozgrywanych w Sztokholmie w 1912 roku. Startował tam w jednej konkurencji gimnastycznej – w wieloboju drużynowym w systemie wolnym zajął wraz z drużyną ostatnie, piąte miejsce.